# Балаздынь (озеро)
Балаздынь — озеро в Ивановской волости Невельского района Псковской области, на границе с Пустошкинскоим районом. Расположено к востоку от озёр Малый и Большой Иван.
Площадь — 1,8 км² (180,0 га). Максимальная глубина — 4,5 м, средняя глубина — 2,5 м.
На берегу озера расположены деревни: Опухлики, Гололобы.
Проточное. Относится к бассейну реки Балаздынь, притока реки Ловать.
Тип озера лещово-уклейный с судаком. Массовые виды рыб: щука, окунь, плотва, лещ, красноперка, елец, голавль, судак, язь, густера, пескарь, щиповка, верховка, уклея, линь, угорь, налим, вьюн, карась, карп (возможно); широкопалый рак.
Для озера характерны илисто-песчаное дно, камни.